# Giorgos Manthatis
Giorgos Manthatis (11 de maio de 1997) é um futebolista profissional grego que atua como meia.

## Carreira
Giorgos Manthatis começou a carreira no Olympiacos.

## Títulos
Olympiakos
- Superliga Grega: 2016-2017